# 홈타운 (드라마)
《홈타운》은 2021년 9월 22일부터 2021년 10월 28일까지 방송된 tvN 수목 드라마로, 12부작 미스터리 스릴러 드라마이다. 1999년 사주시(가상의 도시)에서 연이은 살인 사건을 쫓는 형사와 납치된 조카를 찾아 헤매는 여자가 사상 최악의 테러범에 맞서며 비밀을 파헤치는 이야기이다. 유재명, 한예리, 엄태구 등이 출연하였다.

## 제작진

### 극본
- 주진

### 연출
- 박현석: 영화 《예스터데이》(메이킹), 영화 《휘파람 공주》(제작투자), 영화 《카리스마 탈출기》(메이킹), 영화 《스승의 은혜》(메이킹), 영화 《마음이...》(메이킹), 영화 《방문자》(메이킹), 영화 《서울이 보이냐?》(메이킹), 드라마 《집으로 가는 길》(조연출), KBS2 월화미니시리즈 《천하무적 이평강》(공동연출), KBS2 드라마스페셜 《남파 트레이더 김철수씨의 근황》(연출), KBS2 드라마스페셜 《텍사스 안타》(연출), KBS2 드라마스페셜 연작시리즈 《완벽한 스파이》(연출), KBS2 수목미니시리즈 《공주의 남자》(공동연출), KBS2 드라마스페셜 《습지생태보고서》(연출), KBS2 드라마스페셜 《아트》(연출), KBS2 드라마스페셜 《마귀》(연출), KBS2 금요드라마 《스파이》(연출), KBS2 수목미니시리즈 《함부로 애틋하게》(공동연출), KBS2 월화 2부작 단막극《개인주의자 지영씨》(연출), KBS2 월화드라마 《땐뽀걸즈》(연출), tvN 주말드라마 《비밀의 숲 2》(연출) 연출

## 등장 인물

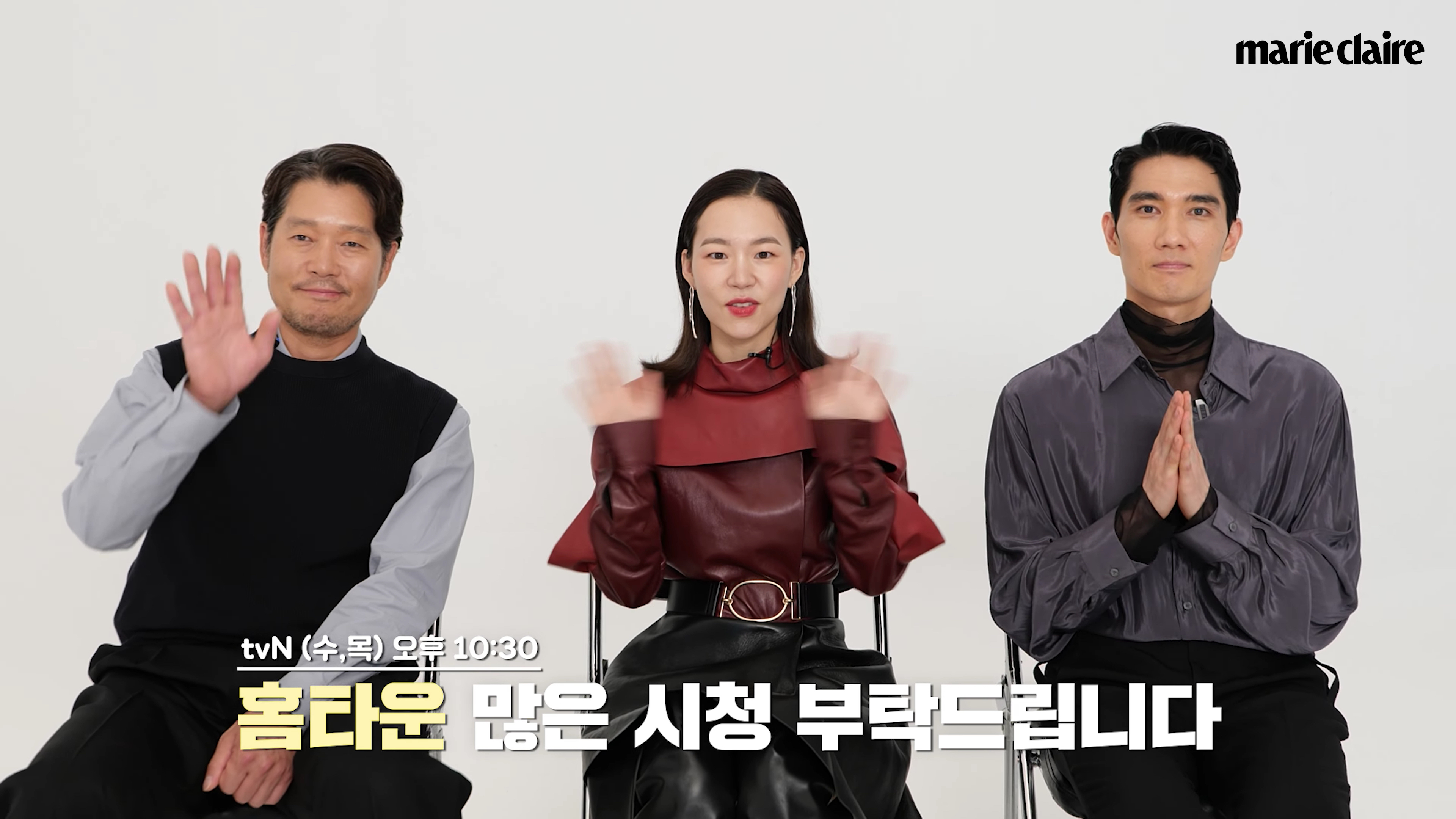
유재명, 한예리, 엄태구

### 주요 인물
- 엄태구: 조경호 역
- 한예리: 조정현 역
- 유재명: 최형인 역

### 최형인 주변 인물(가족)
- 김새벽: 임세윤 역
- 최광일: 임인관 역

### 조정현 주변 인물
- 이레: 조재영 역
- 박미현: 정경숙 역

### 경천고 교지편집부
- 이해운: 정영섭 역
- 김정: 정민재 역
- 차래영: 강용탁 역
- 김예은: 최경주 역

### 경천여중 학생들
- 허정은: 김문숙 역
- 박시연: 정피디 역
- 박서진: 디제이 한 역
- 김지안: 이경진 역

### 최형인 주변 사람들
- 송영창: 양원택 역
- 조복래: 이시정 역
- 태인호: 손지승 역

### 사주시 사람들
- 김신비: 김환규 역
- 유성주: 우 목사 역
- 김수진: 정민실 역

### 그 외 인물
- 미상: 영진교 신도 역

## 시청률
아래의 파란색 숫자는 '최저 시청률'이고, 빨간색 숫자는 '최고 시청률'입니다. 시청률조사회사와 지역별로 시청률에 차이가 있을 수 있습니다.
| 2021년 | 2021년    | 2021년         | 2021년       |
| 회차   | 방송일    | AGB 시청률     | AGB 시청률   |
| 회차   | 방송일    | 대한민국(전국) | 서울(수도권) |
| ------ | --------- | -------------- | ------------ |
| 제1회  | 9월 22일  | 2.827%         | 3.090%       |
| 제2회  | 9월 23일  | 3.307%         | 4.303%       |
| 제3회  | 9월 29일  | 2.582%         | 2.781%       |
| 제4회  | 9월 30일  | 2.043%         | 2.376%       |
| 제5회  | 10월 6일  | 1.970%         | 2.246%       |
| 제6회  | 10월 7일  | 1.644%         | 1.845%       |
| 제7회  | 10월 13일 | 1.326%         | 1.242%       |
| 제8회  | 10월 14일 | 1.277%         | 1.330%       |
| 제9회  | 10월 20일 | 1.055%         | 1.1%         |
| 제10회 | 10월 21일 | 1.074%         | 1.0%         |
| 제11회 | 10월 27일 | 1.163%         | 1.1%         |
| 제12회 | 10월 28일 | 1.520%         | 1.494%       |